# Chambre de commerce et d'industrie d'Armentières - Hazebrouck

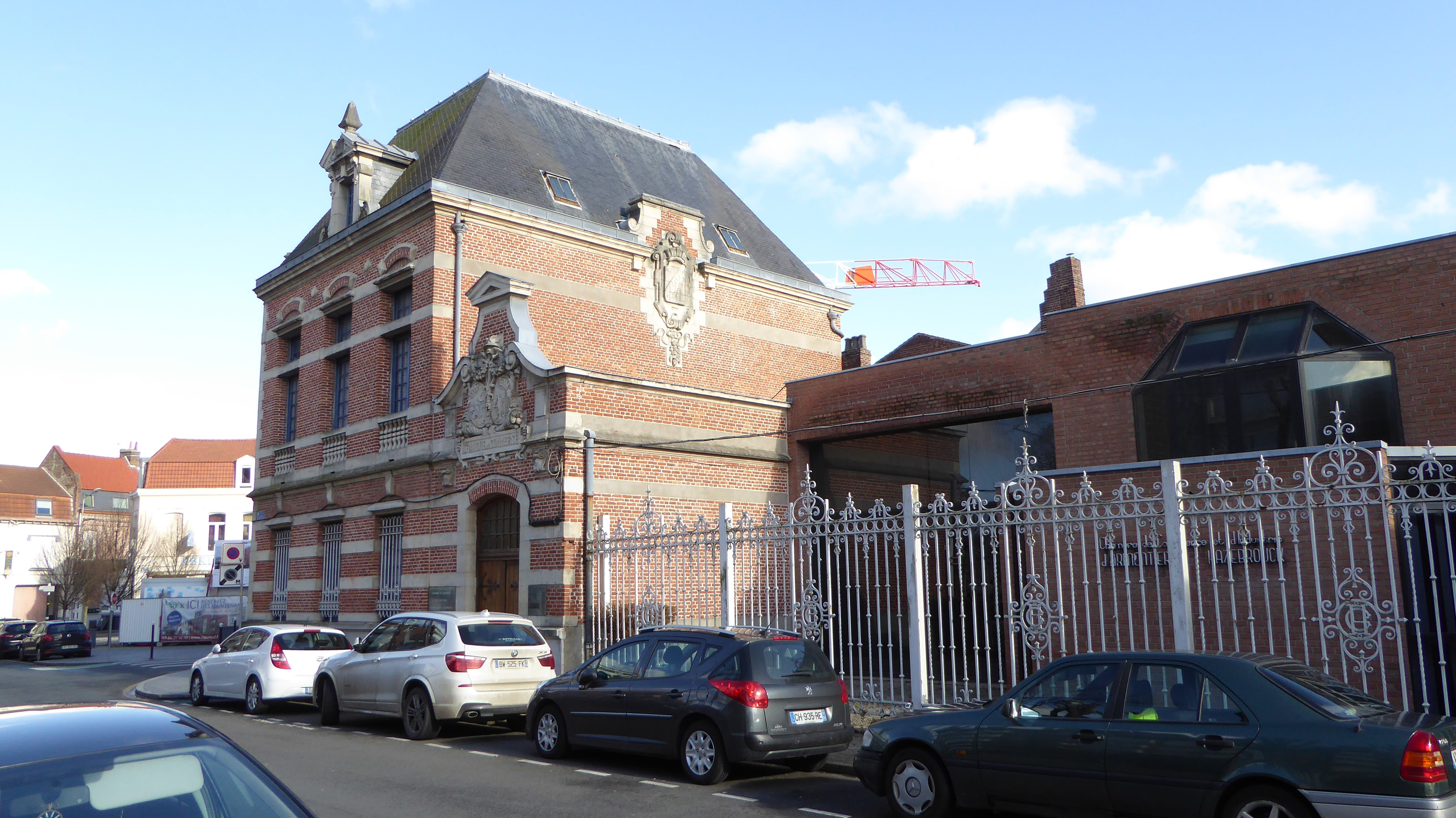
Chambre de commerce et d'industrie d'Armentières - Hazebrouck

La chambre de commerce et d'industrie d'Armentières - Hazebrouck était l'une des 6 CCI du département du Nord. Son siège était à Armentières au 1, rue de Strasbourg. Elle eut pour membre éminent Paul Theeten entre 1955 et 1961.
La chambre faisait partie de la chambre régionale de commerce et d’industrie du Nord - Pas-de-Calais.
Elle fait partie maintenant de la chambre de commerce et d'industrie du Grand Lille.

## Mission
À ce titre, elle était un organisme chargé de représenter les intérêts des entreprises commerciales, industrielles et de service de l'arrondissement d'Armentières et de leur apporter certains services. C'était un établissement public qui gérait en outre des équipements au profit de ces entreprises.
Comme toutes les CCI, elle est placée sous la double tutelle du Ministère de l'Industrie et du Ministère des PME, du Commerce et de l'Artisanat.

### Service aux entreprises
- Centre de formalités des entreprises
- Assistance technique au commerce
- Assistance technique à l'industrie
- Assistance technique aux entreprises de service
- Point A (apprentissage)

### Gestion d'équipements
- Aéroport de Merville - Calonne

## Historique
Chambre consultative des arts et manufactures d'Armentières : Décret Impérial de Napoléon III du 21 novembre 1866. Circonscription : Canton d'Armentières
Chambre de commerce d'Armentières : Décret du 30 mars 1887. Circonscription : Cantons d'Armentières, Bailleul et Merville (Ces deux derniers cantons étant retirés de la circonscription de la chambre de Commerce de Lille).
Chambre de commerce d'Armentières-Hazebrouck : Décret du 3 août 1921. Circonscription : Cantons d'Armentières, Bailleul, Cassel, Hazebrouck, Merville et Steenvoorde (les cantons de Cassel, Hazebrouck et Steenvoorde étant retirés de la chambre de Commerce de Dunkerque).
7 mai 2007 : le Premier ministre Dominique de Villepin et le ministre de tutelle Renaud Dutreil ont confirmé la création d’une nouvelle CCI – la chambre de commerce et d'industrie du Grand Lille – issue du regroupement des 4 CCI d'Armentières-Hazebrouck, Douai, Lille Métropole, Saint Omer.
3 décembre 2007 : Disparition de la chambre pour la CCI de Grand Lille. Elle devient une antenne territoriale.

## Pour approfondir